# Ali Shukria
Ali Shukria (Kosovska Mitrovica, 1919. – 6. siječnja 2005.) je bio kosovski albanski političar i visoki stranački dužnosnik.
U razdoblju od 26. lipnja 1984. do 25. lipnja 1985. je bio čelnom osobom Saveza komunista Jugoslavije, odnosno njena središnjeg odbora, CK SKJ.
Organizator ustanka u njegovom rodnom kraju u drugom svjetskom ratu.
Studirao je političke znanosti i medicinu na Sveučilištu u Beogradu.